# Nueva Esparta
Nueva Esparta (španělsky Nová Sparta) je nejmenší z 23 venezuelských států. Rozkládá se na 3 ostrovech (a několika menších ostrůvcích) v jižní části Karibiku, jako jediný neleží na jihoamerickém kontinentu. Tvoří 0,13 % rozlohy státu a žije zde 1,58 % venezuelské populace.
Nejvýznamnějším ostrovem je Isla de Margarita (1 071 km²), na kterém žije většina obyvatel státu, dále pak Isla de Coche (55 km²) a téměř neobydlený Isla de Cubagua (24 km²). Administrativně stát sestává z 11 obcí, které se dále dělí na 90 farností. Ekonomika celého státu je založená na turismu.

## Fotogalerie

mapa - Nueva Esparta
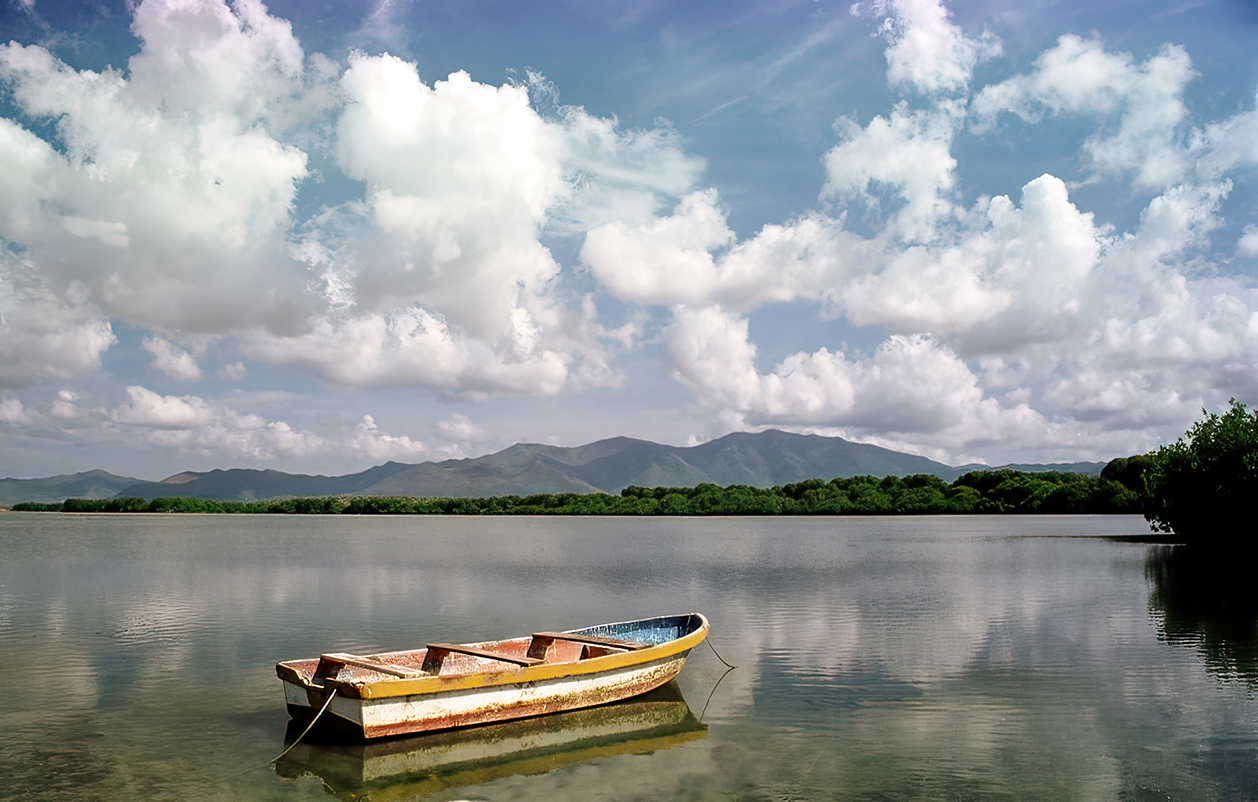
Laguna de las Marites
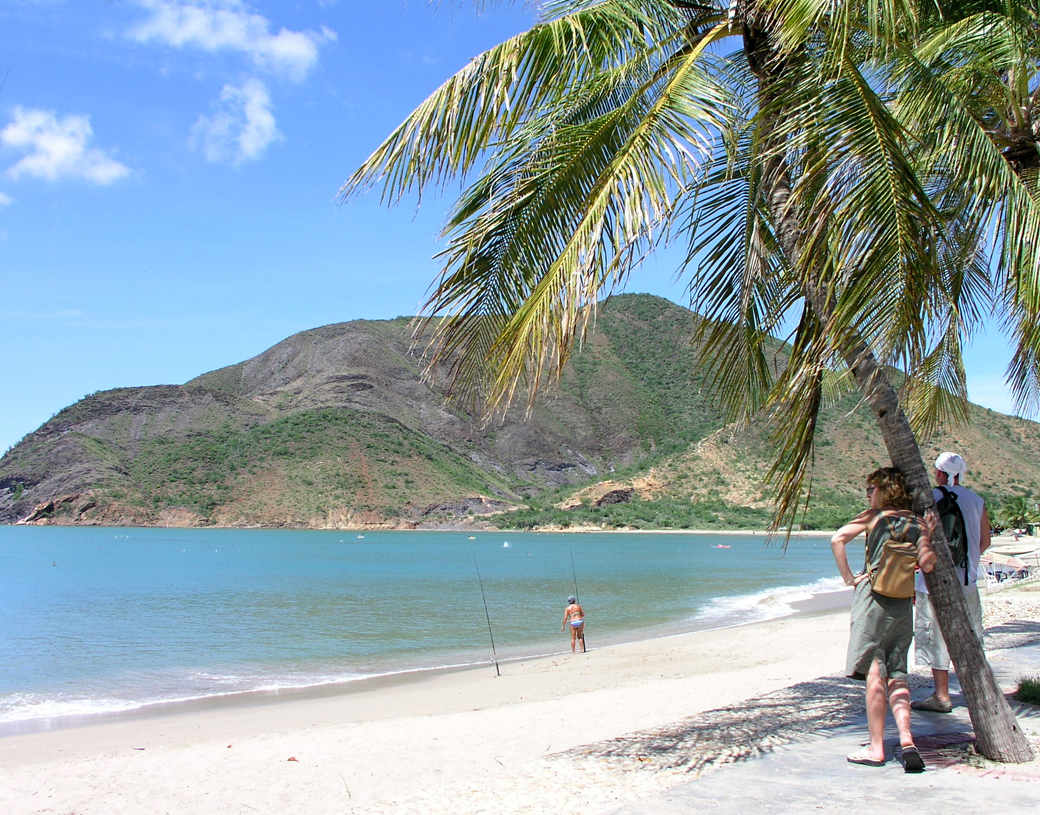
pláž La Galera
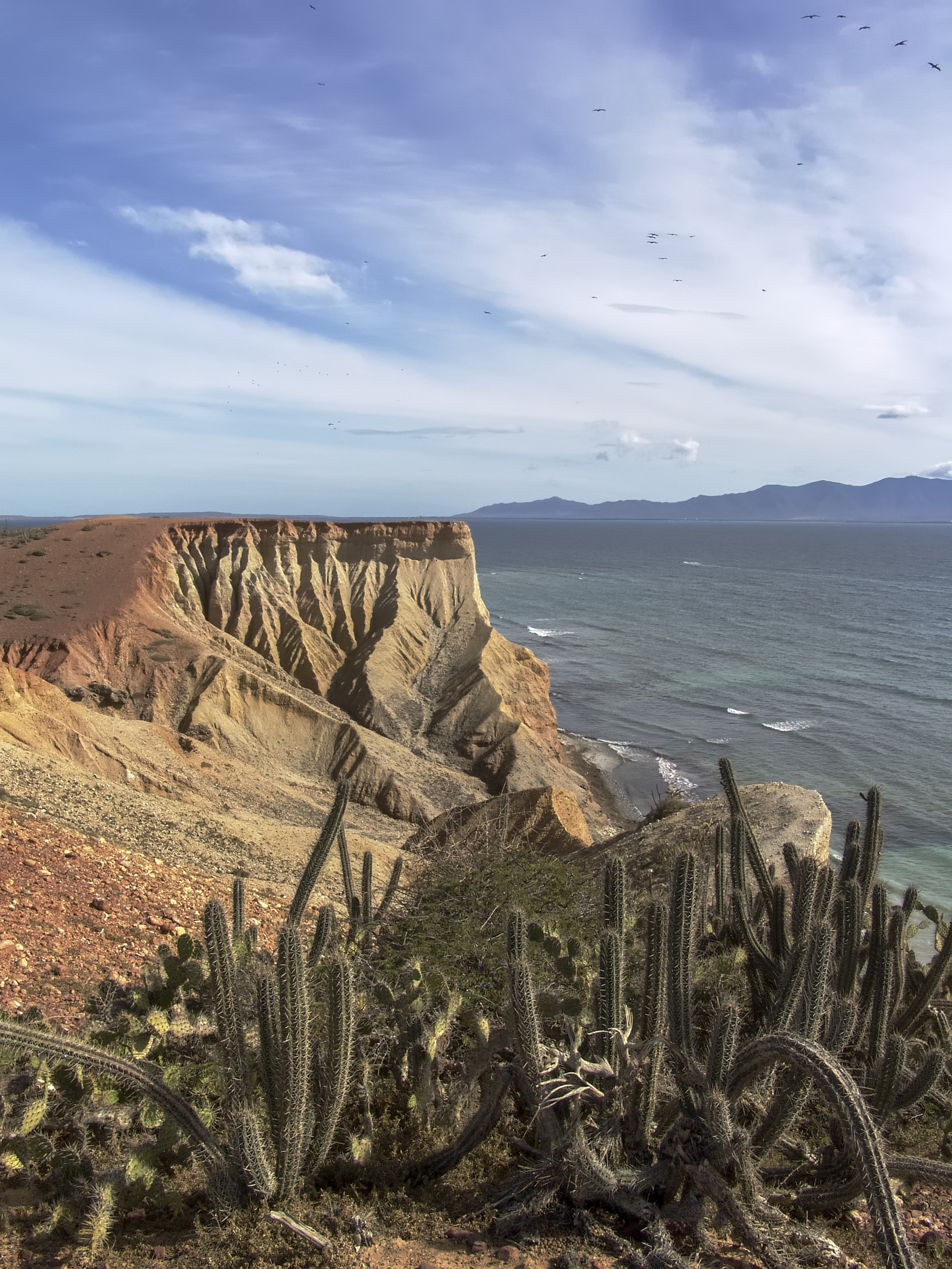
ostrov Coche